# Messier 78
Messier 78 (NGC 2068) é uma nebulosa de reflexão na constelação de Orion. Foi descoberta por Pierre Méchain em 1780 e incluída por Charles Messier no seu catálogo de objetos esse mesmo ano.
M78 é a nebulosa difusa de reflexão mais brilhante de um grupo de nebulosas que inclui NGC 2064, NGC 2067 e NGC 2071. M78 é facilmente visível em pequenos telescópios como uma mancha difusa e inclui duas estrelas de magnitude 10. Estas duas estrelas, HD 38563A e HD 38563B, são responsáveis de fazer a nuvem de pó em M78 visível ao refletir sua luz.

## Descoberta e visualização

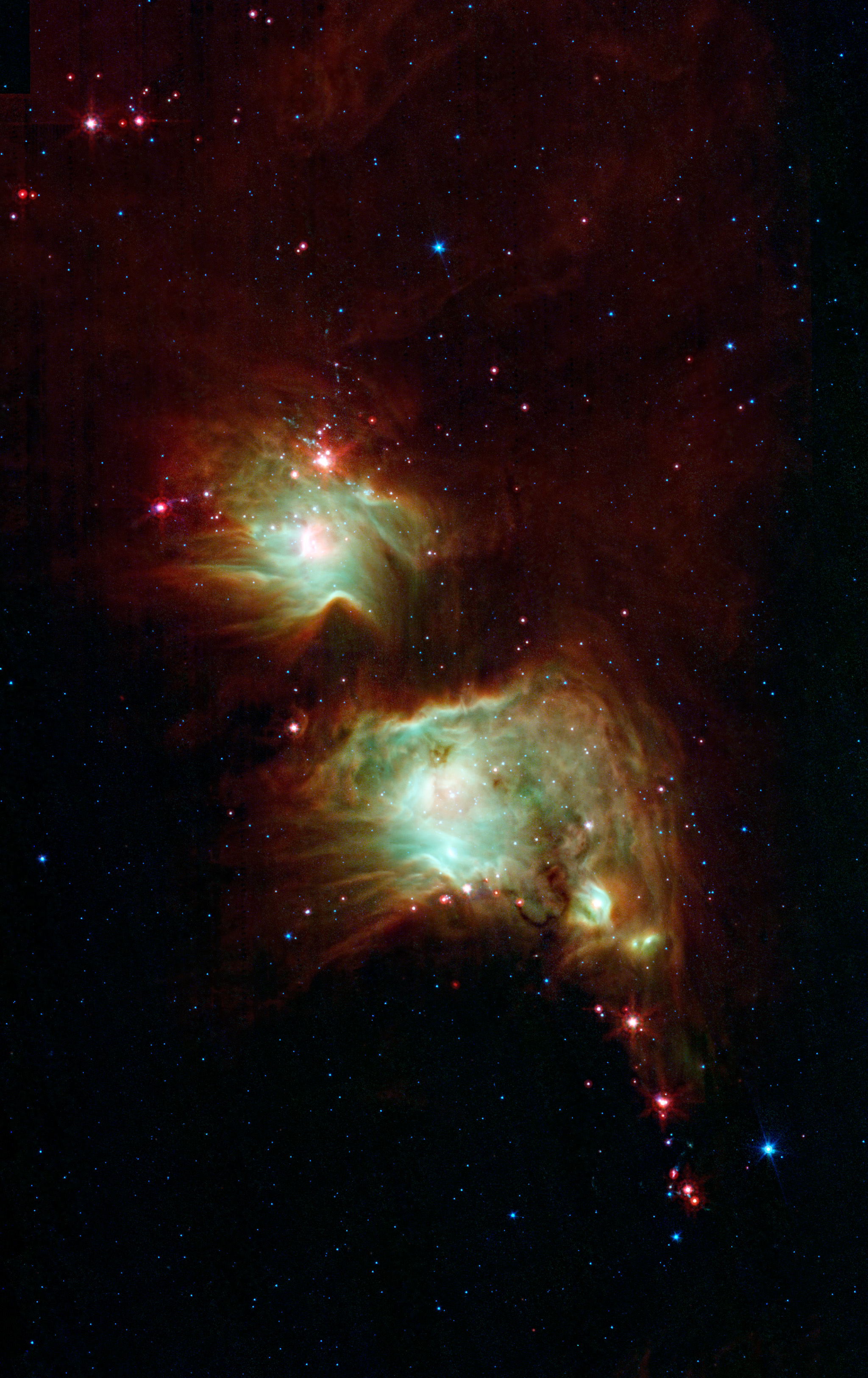
Messier 78, Telescópio Espacial Spitzer

A nebulosa foi descoberta pelo astrônomo francês Pierre Méchain no início de 1780, sendo catalogado pelo seu colega de observatório, Charles Messier, em 17 de dezembro daquele ano.
Visualmente lembra um cometa tênue. É meramente visível em bons binóculos em um céu noturno sob boas condições, aparecendo como uma mancha nebulosa muito tênue. Pequenos telescópios amadores conseguem visualizar a nebulosa de forma satisfatória e também conseguem visualizar duas estrelas de seu aglomerado aberto.

## Características
É uma nebulosa difusa, pertencente ao complexo molecular nebuloso de Orion, uma grande nuvem de gás e poeira centrada na nebulosa de Orion (M42/M43), situando-se a cerca de 1 600 anos-luz da Terra. É a região mais brilhante de uma grande nuvem interestelar que também contém os objetos NGC 2071, NGC 2067 e NGC 2064. Juntamente com a nebulosa da Chama, essas nebulosas fazem parte da nuvem molecular LDN 1630, parte do complexo de Orion.
Como uma nebulosa de reflexão, M78 reflete a luz das estrelas azuis, HD 38563A e HDE 38563B, ambas de magnitude aparente 10, pertencentes à classe espectral, contidas em seu interior. A sua natureza como uma nebulosa de reflexão foi descoberta por Vesto M. Slipher em 1919, no observatório Lowell, investigando suas linhas espectrais, muito semelhantes às linhas espectrais de suas estrelas azuis. Seu diâmetro aparente de 8 minutos de arco correspondem a uma extensão real de 4 anos-luz, considerando sua distância em relação à Terra de 1 600 anos-luz.
Seu aglomerado aberto associado pode ser melhor visualizado com astrofotografias em infravermelho. Também podem ser observados vários "berços estelares", estrelas em plena formação. Segundo Elizabeth A. Lada, o aglomerado contém 192 estrelas. Existem pelo menos 17 objetos de Herbig-Haro, gases ejetados pelas estrelas recém-formadas quando elas colidem com o gás em seu torno a velocidades relativas de centenas de quilômetros por segundo.

## Galeria

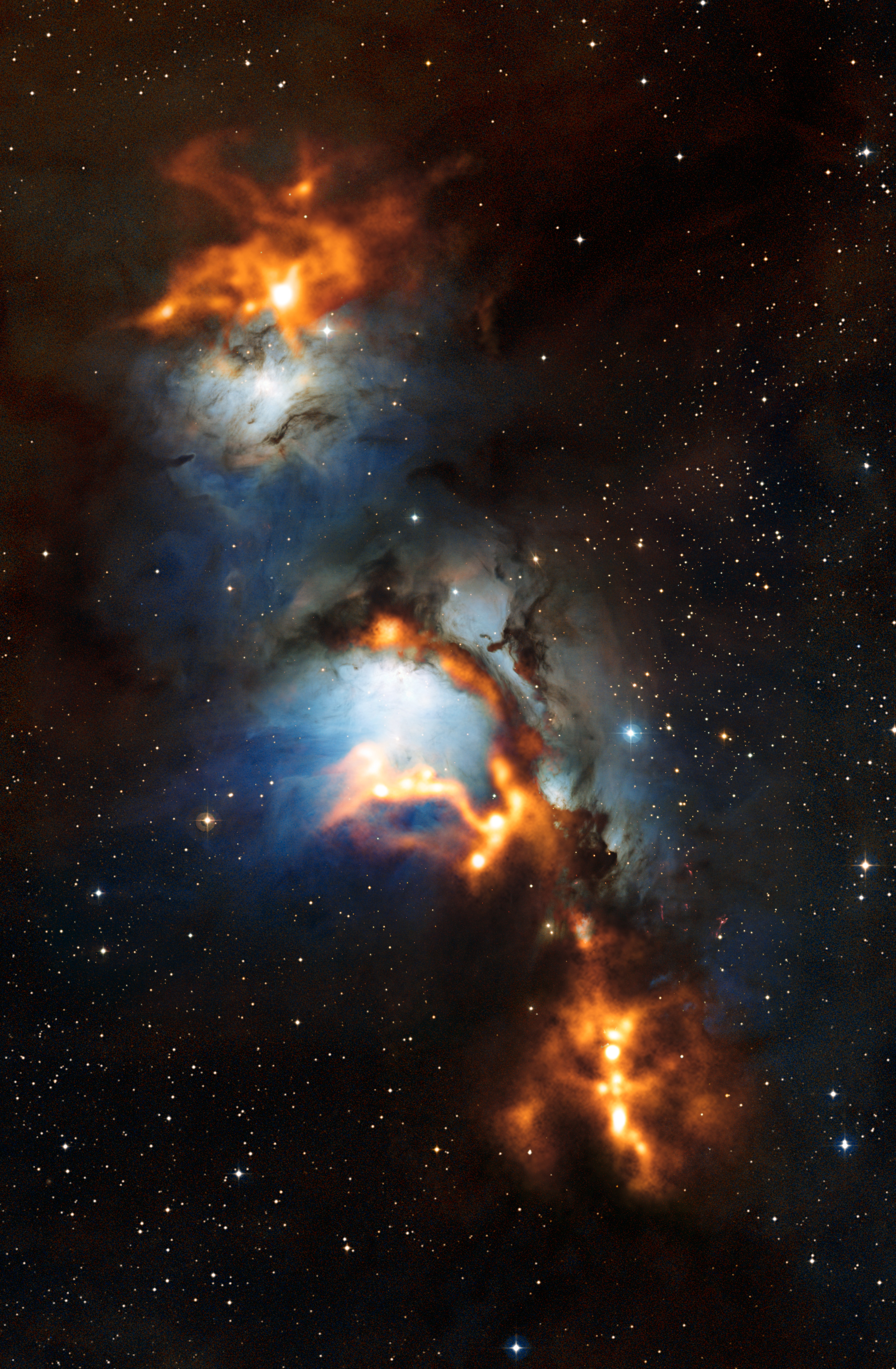
Messier 78, ESO
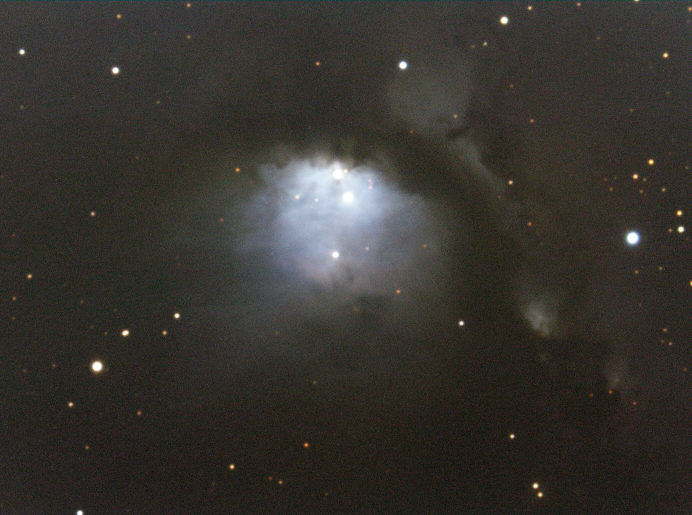
Messier 78, Ole Nielsen
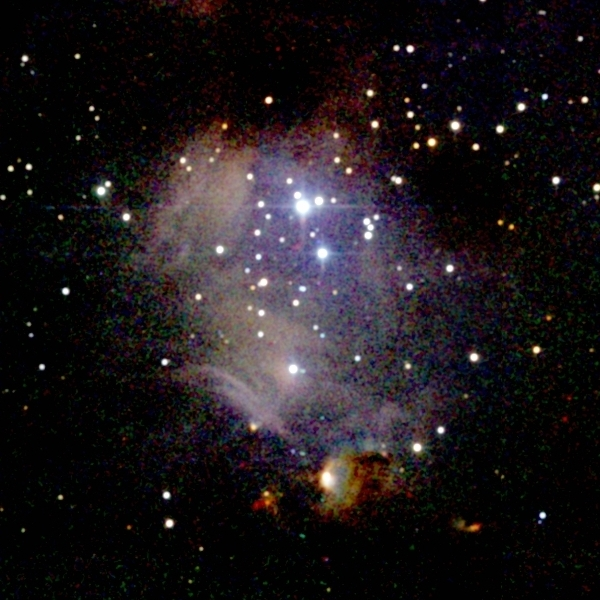
Messier 78, projeto 2MASS